# David Cunliffe
David Richard Cunliffe, född 1963 i Te Aroha i Waikato på Nya Zeeland, är en nyzeeländsk socialdemokratisk politiker. 
Cunliffe blev september 2013 den fjortonde i raden av partiledare för New Zealand Labour Party och var oppositionsledare i landets parlament fram till hans avgång som partiledare i september 2014. Han valdes efter att David Shearer avgått 22 augusti 2013 och efterträddes av Andrew Little den 18 november 2014.
David Cunliffe har varit parlamentsledamot sedan valet 1999.